# Clepsydrops
Il clessidrope (gen. Clepsydrops) è un pelicosauro estinto, appartenente agli ofiacodontidi. Visse nel Carbonifero superiore (circa 306 - 300 milioni di anni fa) e i suoi resti fossili sono stati ritrovati in Nordamerica.

## Descrizione
Questo animale è noto solo per resti molto incompleti, ed è quindi difficile ipotizzarne l'aspetto. I fossili sono tuttavia molto simili a quelli del ben noto Ophiacodon: come quest'ultimo, probabilmente, Clepsydrops era un animale dal grosso cranio dotato di lunghi denti aguzzi nella parte anteriore, e con un corpo relativamente robusto sostenuto da quattro brevi ma forti arti posti ai lati del corpo. Le dimensioni e le proporzioni delle ossa indicano che Clepsydrops doveva possedere un corpo meno robusto di quello di Ophiacodon, e anche le dimensioni erano più contenute: si suppone che Clepsydrops potesse superare di poco il metro di lunghezza.

## Classificazione
Clepsydrops è un rappresentante arcaico degli ofiacodontidi, un gruppo di pelicosauri vicini all'origine degli sfenacodonti e dotati di grandi crani. Nonostante sia poco noto, Clepsydrops è un genere storicamente importante: è stato infatti uno dei primi pelicosauri a essere descritto. 
Il genere è stato istituito da Edward Drinker Cope nel 1875, sulla base di alcune vertebre fossili rinvenute nella formazione Bond in Illinois, in terreni risalenti alla fine del Carbonifero. La specie tipo è Clepsydrops collettii, alla quale sono state riferite in seguito anche altre specie descritte da Cope e rinvenute nella medesima formazione, note per varie parti dello scheletro (vertebre, frammenti di mascella, ossa delle zampe): Clepsydrops pedunculatus, C. vinslovii, Archaeobelus vellicatus, Captorhinus illinoisensis. Nel 1961 Alfred Sherwood Romer descrisse un'altra specie, C. magnus, sulla base di alcune ossa delle zampe provenienti dalla formazione Casselman nei pressi di Pittsburgh, in Pennsylvania, risalente a terreni pressoché coevi.

## Paleobiologia
Uno studio istologico riguardante i femori di Clepsydrops e Ophiacodon ha determinato che questi animali erano tendenzialmente terrestri: ciò è evidente dalla corteccia ossea, sottile e compatta (Laurine e De Buffrénil, 2016).